# Hiendertelltihorn
Hiendertelltihorn (alternativt: Hiendertelltihoren) är ett berg på gränsen mellan kommunerna Guttannen och Innertkirchen i kantonen Bern i Schweiz. Det är beläget i Bernalperna, cirka 70 kilometer sydost om huvudstaden Bern. Toppen på Hiendertelltihorn är 3 180 meter över havet.